# 埃尔尚 (摩泽尔省)
埃尔尚（法語：Erching，法語發音：[ɛʁʃɛ̃]；洛林法兰克语：Erschinge）是法国摩泽尔省的一个市镇，属于萨尔格米讷区。

## 地理
埃尔尚（49°6'40"N, 7°15'47"E）面积6.76 平方千米，位于法国大東部大區摩泽尔省，该省份为法国东北部内陆省份，是洛林的一部分，西南接默尔特-摩泽尔省，东临下莱茵省，北与卢森堡和德国接壤。
与埃尔尚接壤的市镇（或旧市镇、城区）包括：埃潘、奥伯盖尔巴赫、里姆兰。

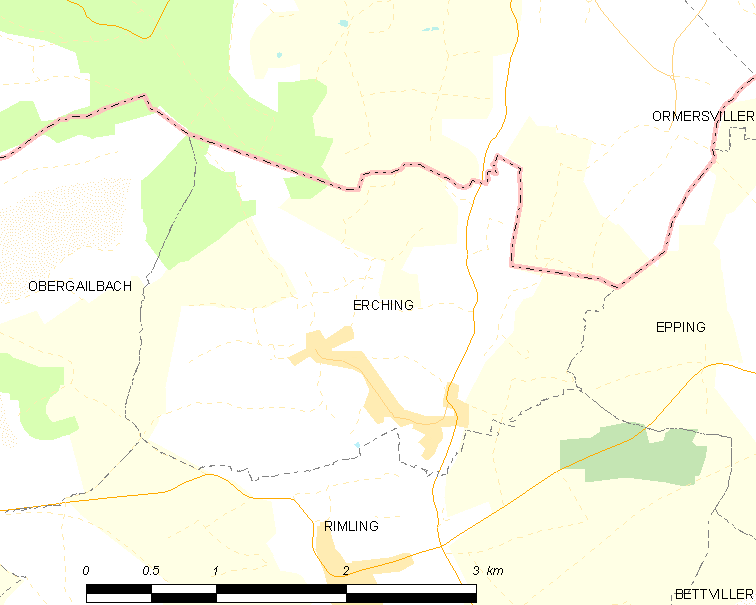
的OSM定位图

埃尔尚的时区为UTC+01:00、UTC+02:00（夏令时）。

## 行政
埃尔尚的邮政编码为57720，INSEE市镇编码为57196。

## 政治
埃尔尚所属的省级选区为比奇县。

## 人口

1962-2008年间人口变化图示

埃尔尚于2022年1月1日时的人口数量为418人。